# Крушин (Бидґозький повіт)
Крушин (пол. Kruszyn, нім. Adlig Kruschin) — село в Польщі, у гміні Сіценко Бидґозького повіту Куявсько-Поморського воєводства.
Населення — 716 осіб (2011).
У 1975-1998 роках село належало до Бидгощського воєводства.

## Демографія
Демографічна структура станом на 31 березня 2011 року:
|          | Загалом | Допрацездатний вік | Працездатний вік | Постпрацездатний вік |
| -------- | ------- | ------------------ | ---------------- | -------------------- |
| Чоловіки | 360     | 80                 | 255              | 25                   |
| Жінки    | 356     | 81                 | 220              | 55                   |
| Разом    | 716     | 161                | 475              | 80                   |